# اچ‌ام‌اس سی‌لارک (۱۹۰۳)
اچ‌ام‌اس سی‌لارک (۱۹۰۳) (به انگلیسی: HMS Sealark (1903)) یک کشتی است که طول آن ۱۸۵ فوت ۶ اینچ (۵۶٫۵۴ متر) می‌باشد.